# Kerényi Elek
Kerényi Elek, született Kocza (Jászberény, 1916. március 16. – Budapest, 1963. március 13.) kertészmérnök.

## Életrajza
Kocza Elek és Gulyás Ilona fia. 1938-ban a budapesti Kertészeti Tanintézetben végezte tanulmányait. 1938–1943 között gyakorlati kertészeti munkát végzett. 1943-tól a Kertészeti és Szőlészeti Főiskola dísznövénytermesztési tanszékén egyetemi tanársegéd, utóbb adjunktus lett.
Budapesten hunyt el 47 évesen, 1963. március 13-án.

## Munkássága
A hazai virághagyma-termesztés megindítója és a kerti füvek, valamint a gyepesítés egyik kiváló szakértője volt.

## Főbb munkái
- Dísznövénytermesztés (Nádasi Mihállyal, Somogyi Istvánnal, Budapest, 1952).